# Jaime Escalante

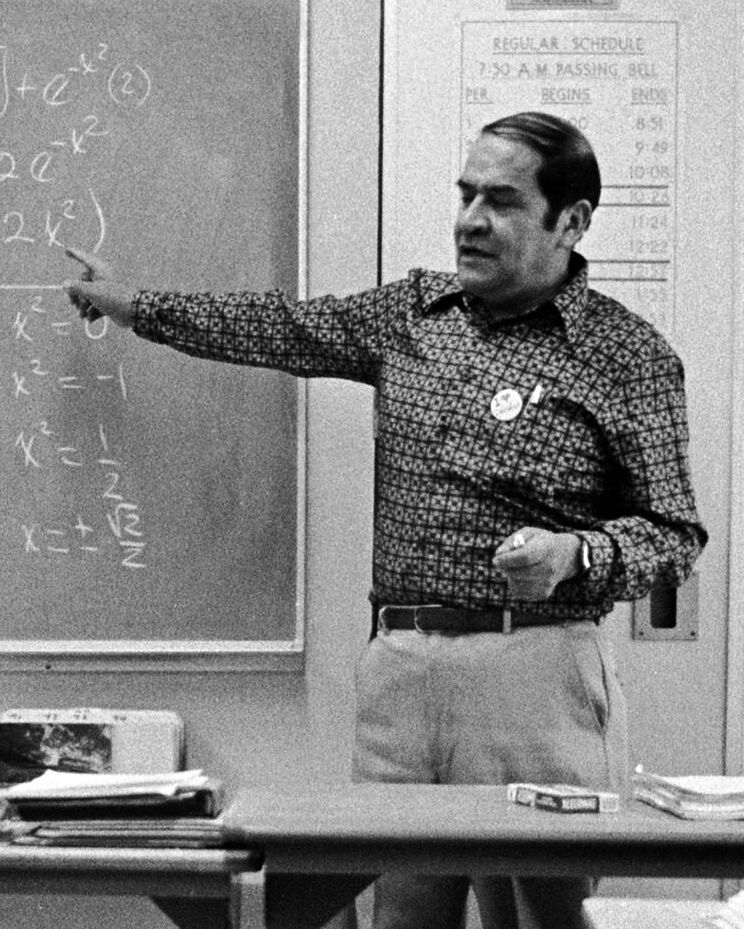
Jaime Escalante (1983)

Jaime Escalante (* 31. Dezember 1930; † 30. März 2010) war ein US-amerikanischer Lehrer bolivianischer Abstammung, der sich für bessere Lernbedingungen benachteiligter Jugendlicher einsetzte. Eine zentrale Episode seiner Tätigkeit als Lehrer war 1988 Thema eines Buches und des Films Stand and Deliver, in dem Edward James Olmos die Hauptrolle übernahm.

## Leben
Escalante war neun Jahre, als seine Eltern, die Lehrer waren, sich trennten und er von seiner Mutter aufgezogen wurde. Er besuchte in La Paz das angesehene Jesuitengymnasium San Calixto, leistete danach seinen Militärdienst ab und schrieb sich in die bolivianische Hochschule Instituto Normal Superior ein. Noch vor seinem Abschluss lehrte er an verschiedenen Schulen. Auf Drängen seiner Frau und bedingt durch die Geburt ihres ersten Sohnes Jaime jr., ging er 1963 in die USA. Während er in unterschiedlichen Jobs arbeitete, lernte er Englisch und machte einen Associate Degree in Mathematik und Physik. Damit konnte er eine gut bezahlte Stellung als Techniker in einem Elektronikunternehmen in Pasadena annehmen. Durch ein Stipendium konnte er an der California State University in Los Angeles weiter studieren. Sein Herz hing immer noch am Lehrerberuf, was ihn veranlasste für ein wesentlich geringeres Gehalt 1974 an der Garfield High School zu unterrichten. Die Schule befindet sich in East Los Angeles, einem sozial schwachen, vor allem von hispanischen Einwanderern bewohnten Stadtteil.
Irritiert über das schlechte Lernniveau der Schüler und die unzureichende Ausstattung der Schule, spielte Escalante zunächst mit dem Gedanken, wieder in seinen alten Beruf zurückzukehren. Er entschloss sich jedoch, diesen Zustand zu ändern. Escalante überzeugte die ersten Schüler, ihr Schicksal durch Bildung selbst in die Hand zu nehmen. Er versprach ihnen, dass sie Jobs in der Technik-, Elektronik- oder Computerbranche bekommen könnten, wenn sie Mathe lernen würden:

“I’ll make a deal with you. I’ll teach you math, and that’s your language. With that you’re going to make it. You’re going to go to college and sit in the first row, not in the back, because you’re going to know more than anybody.”

„Lass uns eine Vereinbarung treffen: Ich werde dir Mathe beibringen, das ist deine Sprache. Damit wirst du es schaffen. Und du wirst dann aufs College gehen. Du setzt dich dann in die erste Reihe, nicht ganz hinten, denn dann kannst du mehr lernen als jeder andere.“

Bald erwarb er sich den Ruf, selbst schwer zu motivierende Schüler für das Lernen zu begeistern.
Escalante hatte in den ersten Jahren auch mit Widerstand, vor allem vonseiten der Schulverwaltung, zu kämpfen. Später berichtete er von einem stellvertretenden Rektor, der verschiedene Vorgehensweisen bemängelte. Mal beschwerte er sich, dass er zu früh käme, dann beschwerte er sich, dass er zu spät käme. Danach wurde ihm vorgeworfen, dass er ohne Erlaubnis Spenden sammelte, damit seine Schüler die Prüfungsgebühren bezahlen konnten. Als mit Henry Gradillas ein neuer Rektor sein Amt antrat, änderte sich das. Er ließ Escalante ungestört arbeiten, überarbeitete den Lehrplan in Garfield, reduzierte die Anzahl der Mathe-Grundkurse und verfügte, dass, neben der grundlegenden Mathematik, gleichzeitig auch Algebra gelehrt wurde. Außerschulische Aktivitäten waren für Schüler verboten, die einen Notendurchschnitt von unter 3 („C average“) hatten, und für neue Schüler, die schlechte Grundkenntnisse hatten.
Escalante bot 1978 im Rahmen des „Advanced Placement“ (AP) den ersten Calculus-Kurs an. Dabei lernten die Schüler Infinitesimalrechnung und wurden auf eine Prüfung auf Collegeniveau vorbereitet. Die Ergebnisse werden dafür verwendet, High-School-Absolventen einen Teil benötigten Collegekurse zu erlassen, falls sie ihr Können in einem Fach bereits durch einen AP-Examen unter Beweis gestellt haben. Er spekulierte darauf, dass dies den unteren Klassen als Anreiz dienen könnte. Escalante holte Ben Jimenez, einen befreundeten Lehrer, mit ins Boot und begann den ersten Kurs mit fünf Schülern. Zwei von ihnen bestanden den AP-Test. Im darauffolgenden Jahr hatte der Kurs bereits neun Schüler, und sieben bestanden die Prüfung. Im Jahre 1981 wuchs der Kurs auf 15 Schüler an, und 14 kamen durch den Test. Escalante räumte dem Test höchste Priorität ein und ermunterte seine Schüler ständig dazu, sich mit den Lerninhalten zu beschäftigen, um den Test zu bestehen. Er organisierte mehrwöchige Nachhilfekurse in den Sommerferien, die an der East Los Angeles College von Mathematikstudenten durchgeführt wurden. Auch wurden die zuweisenden Schulen dazu ermuntert, bereits in den unteren Klassen Algebra zu lehren.

## Nationale Berühmtheit

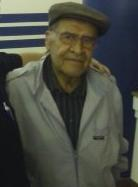
Jaime Escalante

1982 nahmen bereits 69 Schüler der Garfield High School an den AP-Prüfungen teil, darunter auch in Spanisch und Geschichte. Escalante kam in den Focus der Öffentlichkeit, als alle 18 Schüler seines Kurses den Advanced Placement Calculus Test für Fortgeschrittene bestanden, davon sieben mit der Bestnote 5. Die externe Prüfungskommission (Educational Testing Service) bemängelte das Ergebnis, da es eine auffällige Übereinstimmung bei Fehlern gab und bei einer Frage alle dieselben unüblichen Namen für Variablen verwendeten. Aus dieser Gruppe wurden 14 Schüler gebeten, den Test erneut zu schreiben. Zwölf von ihnen stimmten zu und bestanden die Prüfung erneut.
Bis 1983 hatte die Zahl der Teilnehmer weiter zugenommen und die Anzahl derer, die den Test bestanden, hatte sich verdoppelt. In diesem Jahr nahmen 33 Schüler an der Prüfung teil, von denen 30 bestanden. Bis 1987 schafften 73 Schüler die AB-Version des Tests und 12 die BC-Version für Fortgeschrittene. Das war bislang der absolute Höhepunkt seines Programms, da in den 1970er Jahren nur etwa 3 % aller Schüler in den USA den Test bestanden. Im gleichen Jahr verließ Gradillas die Schule für ein Sabbatical um seine Doktorarbeit zu schreiben. Er hoffte, nach seiner Rückkehr wieder als Rektor und mit demselben Programm an der Garfield oder einer anderen High School weiterarbeiten zu können. Stattdessen erhielt er die Aufgabe, die Asbestsanierung zu überwachen.
1983 wurde das Buch „Escalante: The Best Teacher in America“ von Jay Mathews veröffentlicht und ein Film, „Stand and Deliver“, über die Vorkommnisse von 1982 hatte Premiere. Lehrer und andere interessierte Beobachter fragten an, ob sie seinem Unterricht beiwohnen könnten. Auf die Frage, nach den Gründen für seinen Erfolg antwortet er:

“The key to my success with youngsters is very simple and a time-honored tradition: hard work for teacher and student alike.”

„Der Schlüssel ist sehr einfach und hat eine lange Tradition: harte Arbeit, sowohl für den Lehrer als auch den Schüler.“

Zu dem Film kommentierte Escalante, dass er „90 % Wahrheit und 10 % Fiktion“ enthalte. Er merkte an, dass bedeutende Punkte nicht gezeigt worden seien. Beispielsweise erforderte es mehrere Jahre Vorbereitung und Arbeit, um zu dem im Film gezeigten Erfolg zu kommen. Außerdem wies er darauf hin, dass kein Schüler, dem die Grundkenntnisse in Multiplikation oder Bruchrechnung fehlen, innerhalb eines Jahres Infinitesimalrechnung lernen könne. Zudem habe er eine Entzündung der Gallenblase erlitten und nicht, wie dargestellt, einen Herzinfarkt.
Während der nächsten Jahre wurde Escalantes Förderprogramm zwar fortgesetzt, doch zu einem hohen Preis. Spannungen, die es bereits in den ersten Jahren seiner Tätigkeit unter der Oberfläche gab, traten nun offen zu Tage. In seinen letzten Jahren an der Garfield High School bekam Escalante regelmäßig Droh- und Hassbriefe von verschiedenen Personen. 1990 verlor er den Vorsitz der Mathematikabteilung. Sein Förderprogramm wuchs auf über 400 Schüler an, wodurch die Klassengrösse in einigen Fällen auf über 50 Schüler anstieg. Das war weit über dem von der Schulbehörde festgesetzten Limit von 35 Schülern, was wiederum Kritik an Escalantes Arbeit hervorrief. 1991 wuchs die Zahl der Schüler, die den vorbereitenden Kurs besuchten auf 570 an. Aufgrund kleinlicher Schulpolitik und einiger Eifersüchteleien verließen im selben Jahr Escalante und Jimenez die Schule. Escalante wechselte für die nächsten sieben Jahre an die Hiram W. Johnson High School in Sacramento. Auch hier konnte er die Zahl der Teilnehmer an den AP-Prüfungen steigern, jedoch auf einem viel geringeren Niveau als in Los Angeles.

## Folgen
Auf dem Höhepunkt war Escalantes Programm derartig erfolgreich, dass die Abgänger der Garfield High School unter allen Schulen des Arbeiterviertels East Los Angeles die höchste Zahl an Studienanfängern an der University of Southern California ausmachten. Sogar Schüler, die den Test nicht bestanden, wurden später häufig erfolgreiche Studenten an der California State University, Los Angeles.
Nach Escalante übernahm Angelo Villavicencio die Verantwortung und belehrte die verbliebenen 107 Schüler in zwei Klassen. Davon meldeten sich schließlich 67 für die Prüfung an und 47 bestanden. Villavicencios Bitte, aufgrund der Schülerzahlen eine dritte Klasse eröffnen zu dürfen, wurde abgelehnt. Im darauffolgenden Frühling verließ auch er die Schule. Nach dem Weggang der Lehrer, die das Programm aufgebaut und geleitet hatten, ließ das Interesse daran deutlich nach. In nur wenigen Jahren ging die Zahl der Schüler, die den Test bestanden, um 80 % zurück. Als Angelo Villavicencio 1996 zu dem neuen Rektor der Garfield High, Tony Garcia, Kontakt aufnahm und anbot, an die Schule zurückzukehren um das Programm wiederzubeleben, wurde dies abgelehnt.
Obwohl nicht mehr mit dem Nachdruck gefördert wird wie noch zu Escalantes Zeiten, ist das Programm nach wie vor intakt. Im Jahre 2001 bestanden 17 Schüler die AB-Version und 7 die BC-Version für Fortgeschrittene. Nach Aussage des Programmleiters Paul Powers profitierten im Jahr 2000 etwa 1.000 High School Abgänger von den beschleunigten Collegekursen. Durch die Aufmerksamkeit, die Escalante erhielt, wurde das Advanced Placement-Programm insgesamt stärker nachgefragt. So hat sich unter anderem die Zahl der teilnehmenden Schulen seit 1983 mehr als verdoppelt und die Zahl der Teilnehmer versechsfacht. Dies stellt einen deutlichen Unterschied zu früheren Zahlen dar, da das Programm zuvor den Ruf hatte, nur von Schülern elitärer Privatschulen in Anspruch genommen zu werden.
In einer Untersuchung aus dem Jahr 2014 verglich man zwei Jahre lang 2'386 Schüler des Escalante-Programms mit Schülern der 7. und 8. Klassen im benachbarten Garvey School District, um Unterschiede zwischen Teilnahme und Nichtteilnahme an zusätzlichen Algebrakursen herauszufinden. Bei der Auswertung eines von der UCLA herausgegebenen Tests wurde festgestellt, dass Escalante-Schüler bedeutend höhere Punktzahlen erzielten als diejenigen, die nicht zusätzlich unterrichtet wurden. Dieser Effekt war besonders deutlich bei den Teilnehmern der Sommerkurse. Überraschend war auch, dass diese Kurse sich besonders auf Mädchen positiv auswirkten.

## Späteres Leben
Mitte der 90er Jahre unterstützte Escalante die „Englisch-Only“-Kampagne. Er schloss sich 1997 Ron Unz und seiner Initiative „English for the Children“ an, was schließlich zur Abschaffung des bilingualen Unterrichts an kalifornischen Schulen führte.
2001 kehrte Escalante nach Bolivien zurück. Er zog nach Cochabamba, die Heimatstadt seiner Ehefrau, und lehrte an der hiesigen Universidad Privada del Valle. Für öffentliche Auftritte und um seine Kinder und Enkel zu besuchen, kehrte er immer wieder in die USA zurück.

## Tod
2010 erkrankte er an Leukämie und kam aufgrund kostspieliger medizinischer Behandlungen in finanzielle Schwierigkeiten. Die Darsteller des Films „Stand and Deliver“, einschließlich des Hauptdarstellers Edward James Olmos sowie ehemalige Schüler, stellten daraufhin eine Spendensammlung auf die Beine. Im selben Jahr verstarb er im Alter von 79 Jahren im Haus seines Sohnes in Rancho Cordova, Sacramento, Kalifornien. Am 1. April 2010 wurde zu seinen Ehren eine Trauerfeier in der Garfield High School veranstaltet, an der er zwischen 1974 und 1991 gelehrt hatte. Escalante wurde auf dem Rose Hills Memorial Park in Whittier Lakeside Gardens begraben.

## Trivia
Escalantes Eltern gehörten zum Stamm der Aymara. Wie er später gerne sagte, „kannten die Aymara Mathematik schon vor den Griechen und Ägyptern“ (“The Aymara knew math before the Greeks and Egyptians.”)
Seine Schüler gaben ihm den Spitznamen Kimo, benannt nach Kimo Sabe aus der Fernsehserie Lone Ranger.
1993 wurde der Asteroid Escalante nach ihm benannt.
In Portland, Oregon, wurde 2010 durch einen Aprilscherz an ihn erinnert, als ein Unbekannter Straßennamen überklebte und eine Straße in „N Jaime Escalante Ave.“ umbenannte.
2016 gab die amerikanische Post eine Sonderbriefmarke mit seinem Porträt heraus.

## Publikationen
- Henry Gradillas Standing and Delivering: What the Movie Didn’t Tell (New Frontiers in Education) – The Rowman & Littlefield Publishing – 2012 – ISBN 978-1-60709-943-7